# Альтиссимо, Ренато
Ренато Альтиссимо (итал. Renato Altissimo; 4 октября 1940, Портогруаро, Королевство Италия — 17 апреля 2015, Рим, Италия) — итальянский государственный деятель и предприниматель, министр здравоохранения Италии (1979—1980 и 1981—1983).

## Биография
Получил высшее политологической образование в Турине, кандидат политических наук. Являлся вице-президентом Всеобщей конфедерации итальянской промышленности. Его семья владела заводом по поставке запасных частей для автоконцерна Fiat.
Являлся одним из видных представителей Итальянской либеральной партии, с 1986 по 1993 гг. занимал пост её секретаря. Член Палаты депутатов итальянского парламента (1972—1992).
- 1979—1980 и 1981—1983 гг. — министр здравоохранения. На этом посту внес значимый вклад в создание Национальной службы здравоохранения Италии,
- 1983—1986 гг. — министр промышленности, торговли и ремесел Италии.

После победы на съезде в Генуе (1986) в борьбе за пост секретаря Итальянской либеральной партии ушел из правительства страны. Объединив усилия с Итальянской социалистической партией на выборах в Европарламент 1989 г. впервые за двадцать лет сумели преодолеть 4:-нтный барьер голосов.
В 2011 г. был избран в Национальный совет партии «Правые либералы — Либералы для Италии». В 2014 г. вместе с рядом других известных представителей этого политического направления выступил основателем движения I Liberali.
Являлся одним из фигурантов масштабного антикоррупционного расследования Операция «Чистые руки» (1993).